# Lipservice Tour
Il Lipservice Tour è stato un tour della rock band svizzera Gotthard, intrapreso in promozione all'album eponimo. Il tour ha toccato vari paesi europei e alcuni sudamericani.
Da questo tour è stato prodotto un CD + DVD dal vivo registrato all'Hallenstadion di Zurigo dal titolo Made in Switzerland, uscito nell'aprile del 2006.

## Date
| Data              | Città              | Paese       | Luogo o evento         |
| ----------------- | ------------------ | ----------- | ---------------------- |
| Europa            |                    |             |                        |
| 24 giugno 2005    | Catton Hall        | Regno Unito | Bloodstock Open Air    |
| 26 giugno 2005    | Londra             | Regno Unito | Garage                 |
| 3 luglio 2005     | Monaco di Baviera  | Germania    | Tollwood Festival      |
| 9 luglio 2005     | Nüziders           | Austria     | Schoolout Festival     |
| 22 luglio 2005    | Tuttlingen         | Germania    | Honberg Sommer         |
| 12 agosto 2005    | Geiselwind         | Germania    | Bike Weekend           |
| 13 agosto 2005    | Laax               | Svizzera    | Fat Tire               |
| 20 agosto 2005    | Bienne             | Svizzera    | 777 Jahrfeier          |
| 21 agosto 2005    | Lütisburg          | Svizzera    | Open Air               |
| 27 agosto 2005    | Huttwil            | Svizzera    | Rock Sound festival    |
| 30 settembre 2005 | Emden              | Germania    | Nordseehalle           |
| 8 ottobre 2005    | Bradford           | Regno Unito | Rio                    |
| 9 ottobre 2005    | Londra             | Regno Unito | Underworld             |
| 10 ottobre 2005   | Dudley             | Regno Unito | JB's                   |
| 12 ottobre 2005   | Zaandam            | Paesi Bassi | De Kade                |
| 13 ottobre 2005   | Parigi             | Francia     | Le Trabendo            |
| 14 ottobre 2005   | Vosselaar          | Belgio      | Biebob                 |
| 15 ottobre 2005   | Tours              | Francia     | MJC Joue Les Tours     |
| 16 ottobre 2005   | Weert              | Paesi Bassi | De Bosuil              |
| 18 ottobre 2005   | Roma               | Italia      | Stazione Birra         |
| 20 ottobre 2005   | Bassano del Grappa | Italia      | Transilvania           |
| 21 ottobre 2005   | Cesena             | Italia      | Vidia Club             |
| 22 ottobre 2005   | Milano             | Italia      | Transilvania           |
| 26 ottobre 2005   | Verviers           | Belgio      | Spirit of 66           |
| 28 ottobre 2005   | Bilbao             | Spagna      | Santana                |
| 29 ottobre 2005   | Barcellona         | Spagna      | Memphisto              |
| 30 ottobre 2005   | Madrid             | Spagna      | Caracol                |
| 31 ottobre 2005   | Porto              | Portogallo  | Hard Club              |
| 3 novembre 2005   | Bolzano            | Italia      | Kubo                   |
| 4 novembre 2005   | Vörgel             | Austria     | Komma                  |
| 5 novembre 2005   | Hohenems           | Austria     | Tennishalle            |
| 7 novembre 2005   | Zagabria           | Croazia     | Boogaloo               |
| 9 novembre 2005   | Salisburgo         | Austria     | Rockhouse              |
| 10 novembre 2005  | Ehrwald            | Austria     | Zugspitzsaal           |
| 11 novembre 2005  | Graz               | Austria     | Orpheum                |
| 12 novembre 2005  | Lubiana            | Slovenia    | Media Park VPK         |
| 15 novembre 2005  | Vienna             | Austria     | Planet Music           |
| 16 novembre 2005  | Budapest           | Ungheria    | A38                    |
| 20 novembre 2005  | Brema              | Germania    | Aladin                 |
| 21 novembre 2005  | Amburgo            | Germania    | Markthalle             |
| 22 novembre 2005  | Berlino            | Germania    | Postbahnhof            |
| 25 novembre 2005  | Memmingen          | Germania    | Stadthalle             |
| 26 novembre 2005  | Neumarkt           | Germania    | Jurahalle              |
| 27 novembre 2005  | Tuttlingen         | Germania    | Stadthalle             |
| 29 novembre 2005  | Neu-Isenburg       | Germania    | Hugenottenhalle        |
| 30 novembre 2005  | Filderstadt        | Germania    | Filharmonie            |
| 2 dicembre 2005   | Herne              | Germania    | Gysenberghalle         |
| 3 dicembre 2005   | Monaco di Baviera  | Germania    | Tonhalle               |
| 4 dicembre 2005   | Bellinzona         | Svizzera    | Palabasket             |
| 7 dicembre 2005   | Lucerna            | Svizzera    | Festhalle Allmend      |
| 8 dicembre 2005   | Zurigo             | Svizzera    | Hallenstadion          |
| 9 dicembre 2005   | Berna              | Svizzera    | Festhalle              |
| 10 dicembre 2005  | Coira              | Svizzera    | Stadthalle             |
| 30 marzo 2006     | San Pietroburgo    | Russia      | DS Jubilee             |
| 1º aprile 2006    | Mosca              | Russia      | Tochka Club            |
| 28 aprile 2006    | Zurigo             | Svizzera    | Hauptbahnhof           |
| 30 aprile 2006    | Lyss               | Svizzera    | Seelandhalle           |
| 11 maggio 2006    | Lahr               | Germania    | Universal D.O.G.       |
| 12 maggio 2006    | Fredeburg          | Germania    | Kurhalle               |
| 13 maggio 2006    | Bad Reichenhall    | Germania    | Festival               |
| 19 maggio 2006    | Osnabrück          | Germania    | Hyde Park              |
| 20 maggio 2006    | Hof                | Germania    | Freiheitshalle         |
| 21 maggio 2006    | Norimberga         | Germania    | Löwensaal              |
| 22 maggio 2006    | Saarbrücken        | Germania    | Garage                 |
| 24 maggio 2006    | Baar               | Svizzera    | Waldmannhalle          |
| 26 maggio 2006    | Langnau            | Svizzera    | Ilfis Stadion          |
| 27 maggio 2006    | Frauenfeld         | Svizzera    | Kunsteisbahn           |
| 9 giugno 2006     | Sölvesborg         | Svezia      | Sweden Rock Festival   |
| 11 giugno 2006    | Augusta            | Germania    | Messehalle             |
| 17 giugno 2006    | Murcia             | Spagna      | Lorca Rock             |
| 18 giugno 2006    | Scharans           | Svizzera    | Open Air               |
| 8 luglio 2006     | Bilbao             | Spagna      | Spagna Harley Festival |
| 14 luglio 2006    | Montreux           | Svizzera    | Jazz Festival          |
| 21 luglio 2006    | Interlaken         | Svizzera    | Rugenrock              |
| 28 luglio 2006    | Seebronn           | Germania    | Rock of Ages           |
| 29 luglio 2006    | Herxheim           | Germania    | Tobacco Festival       |
| 30 luglio 2006    | Jerez              | Spagna      | Metalway Festival      |
| 7 agosto 2006     | Costanza           | Germania    | Zeltfestival           |
| 9 settembre 2006  | Colmar             | Francia     | Rock O´Rhin            |
| 17 settembre 2006 | Bologna            | Italia      | Estragon               |
| 22 settembre 2006 | Schupfart          | Svizzera    | Festival               |
| Sud America       |                    |             |                        |
| 7 ottobre 2006    | Città del Messico  | Messico     | Live & Louder Festival |
| 14 ottobre 2006   | San Paolo          | Brasile     | Live & Louder Festival |
| 15 ottobre 2006   | Rio de Janeiro     | Brasile     | Circo Voador           |
| Europa            |                    |             |                        |
| 27 ottobre 2006   | Madrid             | Spagna      | Macumba                |
| 28 ottobre 2006   | Nottingham         | Regno Unito | Fire Festival          |
| 3 novembre 2006   | Atene              | Grecia      | Gagarin                |
| 4 novembre 2006   | Salonicco          | Grecia      | Mylos                  |

## Scaletta principale
1. All We Are
2. Dream On
3. Hush
4. Mountain Mama
5. Let It Be
6. Top of the World
7. I Wonder
8. Said & Done
9. One Life, One Soul
10. Nothing Left at All
11. Sister Moon
12. The Other Side of Me
13. Firedance
14. Battle of Titans
15. Homerun
16. Mighty Quinn

Encore
1. In the Name (acustica)
2. Heaven
3. Lift U Up
4. Anytime Anywhere

Encore 2
1. Immigrant Song (cover dei Led Zeppelin)

## Formazione
- Steve Lee – voce
- Leo Leoni – chitarre
- Freddy Scherer – chitarre
- Marc Lynn –  basso
- Hena Habegger –  batteria

### Altri musicisti
- Nicolò Fragile – tastiere